# Tohu-Bohu (série télévisée)
Tohu-Bohu est une série télévisée jeunesse québécoise en quarante épisodes de 25 minutes pour les enfants de 6 à 9 ans produite par Les Productions Sogestalt et diffusée entre le 7 septembre 1999, et le 30 mai 2001 à la Télévision de Radio-Canada.

## Synopsis
Lors d'une tempête, un avion perd une cargaison de livres. La caisse s'écrase sur une île. En tombant, elle se casse et tous les ouvrages qu'elle contenait s'abîment et s'éparpillent dans la jungle. Des personnages de contes de fées et de comptines sortent de leur livre respectif, secoués à cause de la chute de la caisse. Boucle d'Or, le pirate Barbapoux, la mère Michel, Don Quichotte et la marâtre de Blanche-Neige, ici nommée Pernicia, se rencontrent. Ils décident de survivre ensemble jusqu'à ce qu'ils trouvent le moyen de regagner leur conte. Plus tard dans la série, la princesse Boudroulboudour et le génie de la lampe d'Aladdin, le lutin Trèfle et l'ogre Napoléon les rejoignent. Tous éprouvent des problèmes en raison de la catastrophe, qu'ils ont baptisée le Grand boum. Boucle d'Or est décoiffée et devient vaniteuse à force de vouloir que sa chevelure redevienne aussi belle que dans son conte. La reine Pernicia n'a plus son miroir Belzébuth et maintenant que Blanche-Neige n'est plus dans les parages, Sa majesté rivalise de beauté avec Boucle d'Or. Le génie souffre d'amnésie, car il s'est cogné la tête lors du Grand boum : il ne se souvient donc plus qui il est, et même s'il finit par retrouver la mémoire, il ne connaît plus ses formules magiques. Boudroulboudour s'ennuie beaucoup d'Aladdin. Don Quichotte est en manque d'aventures et souffre de la solitude causée par l'absence de Sancho Panza. Barbapoux ne peut plus partir à la quête d'un trésor, il n'y en a guère dans l'île. Il est impossible à la mère Michel de retrouver son chat, d'autant plus que le père Lustucru n'est pas là pour l'aider. La pauvre femme se met donc à ses fourneaux et concocte des petits plats pour tout le monde. Elle donne même un cours de cuisine à Boudroulboudour pour lui permettre de passer le temps. L'ogre Napoléon a été rapetissé. Il est toujours affamé et regrette sa taille d'origine. Boudroulboudour lui dit toujours qu'il souffre de Délirium apétitum. Le seul personnage qui n'a aucun problème bien qu'il s'ennuie du conte d'où il vient, c'est Trèfle. Il passe le plus clair de ses journées à jouer des tours à tout le monde. Malgré tout, les personnages tissent des liens d'amitié très serrés, de sorte qu'ils s'habituent à la présence de chacun et se demandent ce qui se passera quand viendra le temps de retourner dans les livres…

## Fiche technique
- Scénarios : Anne Lecours, Bernard Montas, Claude Lebrun, Franck Duval, Jean-François Caron, Louise Leneveu, Martin Doyon, Maryse Pelletier, Monique Fournier
- Réalisation : Claude Boucher, Louis Fraser
- Costumes : Mireille Vachon
- Société de production : Les Productions Sogestalt, Echo Media

## Distribution
- Sophie Faucher : Reine Pernicia
- Jean Maheux : Don Quichotte
- Marie-France Monette : Boucle d'Or
- Hélène Grégoire : Mère Michel
- Stéphane Archambault : le prince Grenouille
- Sébastien Ventura : Trèfle
- Alain Sauvage : Barbapoux
- Bernard Carez : l'Ogre Napoléon
- Joëlle Morin : princesse Boudroulboudour
- Widemir Normil : Génie Simoun